# Himmelsblomsordningen
Himmelsblomsordningen (Commelinales) är en ordning i undergruppen commelinider av enhjärtbladiga växter. Sammansättningen av den här ordningen har varierat genom åren. Enligt Angiosperm Phylogeny Group ingår följande familjer:
- Hanguanaceae
- Himmelsblommeväxter (Commelinaceae)
- Kängurutassväxter (Haemodoraceae)
- Philydraceae
- Vattenhyacintväxter (Pontederiaceae)

I det äldre Cronquistsystemet ingick himmelsblommeväxterna, men inte de övriga familjerna ovan. Däremot ingick även Rapataceae, Xyridaceae och Mayacaceae.